# Lil Buck
Lil Buck, né Charles Riley le 25 mai 1988, est un danseur originaire de Memphis, spécialisé dans un style de danse de rue appelé le Memphis jookin. Il se fait mondialement connaitre grâce à une vidéo réalisée par Spike Jonze où il interprète Swan accompagné par le musicien Yo-Yo Ma,,. Elle a été vue plusieurs millions de fois sur YouTube depuis sa parution.

## Biographie
Lil Buck est né à Chicago et a grandi à Memphis. Il découvre le Jookin à l’âge de 12 ans grâce à sa sœur et commence à le pratiquer dans son quartier avec des danseurs plus expérimentés. Totalement passionné, il délaisse ses autres activités qui étaient le dessin et le basket-ball pour se concentrer uniquement sur la danse. À 17 ans, il figure dans le DVD  Memphis Jookin Vol.1. Outre le Hip-hop Lil Buck étudie la danse classique pendant deux ans en obtenant une bourse d’étude au New Ensemble Ballet de Memphis et participe à plusieurs productions de la compagnie,.
Lil Buck est végétalien et a sept frères et sœurs.

## Carrière
À 19 ans Lil Buck déménage à Los Angeles pour poursuivre une carrière de danseur. En 2010, il co-chorégraphie et danse dans le clip Tightrope de Janelle Monáe. Il est également l'invité de l’émission à grande audience américaine The Ellen DeGeneres Show. En 2011, le réalisateur et ancien danseur de ballet Damian Woetzel reforme le duo Lil Buck /Yo-Yo Ma et leur pièce Swan pour le Vail International Dance Festival de New York et le China Forum on the Arts and Culture de Beijing,. En 2011 un documentaire sur la vie du danseur intitulé Lil Buck Goes to China est réalisé par Ole Schell. En plus de travailler avec Woetzel et Yo-Yo Ma, Lil Buck est choisi par Madonna pour danser lors de la  mi-temps du Super Bowl XLVI et fait partie des 22 danseurs engagés pour son MDNA Tour,.
En 2012, le Dance Magazine classe Lil Buck parmi les 25 meilleurs danseurs du monde. En 2011 il collabore avec la compagnie de danse L.A Dance Project  fondé par le chorégraphe Benjamin Millepied pour une série de courts métrages et un autre court réalisé par Jacob Sutton. Il intègre la troupe du Cirque du Soleil pour une série de performance en hommage à Michael Jackson,.
En aout 2013 il se produit de nouveau au Vail International Dance Festival cette fois en duo avec la danseuse du New York City Ballet, Tiler Peck. Il co-chorégraphie Budget Bulgar avec Damien Woetzel sur une musique de Lev Zubin. La même année il est de nouveau invité dans un festival de danse, le Youth America Grand Prix Gala, où il se trouve être le seul danseur hip-hop de la manifestation.
Lil Buck participe au ballet intitulé Les bosquets créé par l'artiste JR pour le prestigieux New York City Ballet, qui sera donné en avril et mai 2014, en tant que Special Guest aux côtés des autres danseurs de la compagnie. Il fait également partie des artistes invités à l'édition 2014 du TEDxTeen festival, où il propose une nouvelle création.
Au début de l'année 2015 il participe à la création de O’de, une pièce inédite chorégraphiée par Benjamin Millepied en collaboration avec la compagnie L.A. Dance Project au Château de Versailles. Puis en mai il fait partie du projet « A conversation between Lil Buck and Keith Haring » au New Museum de New York. En août il participe une nouvelle fois au Vail International Dance Festival en collaboration avec le danseur jookin Prime Tyme.
En 2015 il devient l’égérie de la marque Rag and Bone’s aux côtés de la légende du ballet Mikhail Baryshnikov ainsi que de la marque Kaporal.
En 2017, la publicité réalisé par Oscar Hudson pour les AirPods fait sensation et le concept est ensuite décliné avec d'autres danseurs et skatteurs.
Le 21 juillet 2018, Lil Buck se produira sur la scène du théâtre antique de Vaison-la-Romaine, en compagnie de Jon Boogz, dans le cadre du festival Vaison Danses. Les artistes présenteront leur dernière création (janvier 2018) Love heals all wounds.
Un film documentaire réalisé par Louis Wallecan lui est consécré intitulé Lil' Buck: Real Swan, sorti en France le 12 août 2020. Avec ce film, il renouvelle sa collaboration avec le réalisateur Louis Wallecan pour un documentaire qui retrace sa vie, de son enfance difficile à Memphis à ses représentations à Paris. On y découvre tous les danseurs qui l'ont inspiré et les personnes qui ont été déterminantes pour son évolution ainsi que les bases fondamentales du Jookin.
Toujours en 2020, la plateforme Netflix produit la série intitulée Move, explorant le monde de la danse. Le premier épisode est consacré à Buck et Jon Boogz.

## Filmographie

### Court métrage
- 2012 : LIL' BUCK Super Bowl 2012 Madonna Memphis Jookin de YAK Films
- 2012 : Burning Bone de inconnu
- 2013 : Aria de Benjamin Millepied
- 2013 : Bacchanale de Benjamin Millepied
- 2013 : Cube de Jacob Sutton
- 2013 : En Noir de Brian Le Nguyen et Andrew Le Nguyen
- 2014 : Tokyo Rain de YAK Films
- 2014 : A-Z of ... Dance de Jacob Sutton

### Documentaire
- 2013 : Lil Buck Goes to China de Ole Schell
- 2013 : Dancing is living de Louis Wallecan
- 2019 : Lil Buck : Real Swan de Louis Wallecan [21]

### Long métrage
- 2014 : Her de Spike Jonze : Danseur de rue[22]
- 2018 : Casse-Noisette et les Quatre Royaumes (The Nutcracker and the Four Realms) de Lasse Hallström et Joe Johnston : le roi des souris

### Publicité
- 2017 : Apple AirPods : Stroll de Oscar Hudson
- 2020 : GAP

## Distinctions
- 2013 : Bessie Awards (en duo avec Ron Myles)